# Tukotuko
Tukotuko (Ctenomys) je rodové jméno asi 50 druhů malých jihoamerických hlodavců. Tito příbuzní dikobrazů, morčat a kapybar jsou jihoamerickou verzí pytlonošů a hrabošů.
Tukotukové jsou drobní podsadití hlodavci s velkou hlavou a krátkýma nohama přizpůsobenýma k hrabání nor; jejich krátký ocásek je osrstěný.

## Druhy
- tukotuko argentinský (Ctenomys argentinus)
- tukotuko jižní (Ctenomys australis)
- tukotuko Azarův (Ctenomys azarae)
- tukotuko bolivijský (Ctenomys boliviensis)
- tukotuko Bonettův (Ctenomys bonettoi)
- tukotuko brazilský (Ctenomys brasiliensis)
- tukotuko bělobřichý (Ctenomys colburni)
- tukotuko Connoverův (Ctenomys conoveri)
- tukotuko čako (Ctenomys dorsalis)
- tukotuko Emilův (Ctenomys emilianus)
- Ctenomys frater
- Ctenomys fulvus
- tukotuko Haigův (Ctenomys haigi)
- Ctenomys knighti
- Ctenomys latro
- Ctenomys leucodon
- tukotuko Lewisův (Ctenomys lewisi)
- tukotuko magelánský (Ctenomys magellanicus)
- tukotuko maulský (Ctenomys maulinus)
- tukotuko mendózský (Ctenomys mendocinus)
- tukotuko menší (Ctenomys minutus)
- tukotuko Nattererův (Ctenomys nattereri)
- Ctenomys occultus
- tukotuko vysokohorský (Ctenomys opimus)
- tukotuko Pearsonův (Ctenomys pearsoni)
- tukotuko korrientský (Ctenomys perrensis)
- tukotuko peruánský (Ctenomys peruanus)
- tukotuko sanlujský (Ctenomys pontifex)
- tukotuko Porteousův (Ctenomys porteousi)
- tukotuko saltský (Ctenomys saltarius)
- Ctenomys sericeus
- Ctenomys sociabilis
- tukotuko Steinbachův (Ctenomys steinbachi)
- tukotuko talaský (Ctenomys talarum)
- Ctenomys torquatus
- Ctenomys tuconax
- tukotuko tukumánský (Ctenomys tucumanus)
- Ctenomys validus